# Тельти
Тельти (итал. Telti) — коммуна в Италии, располагается в регионе Сардиния, подчиняется административному центру Сассари.
Население составляет  2 299 человек (30-6-2019), плотность населения составляет 27,62 чел./км². Занимает площадь 83,25 км². Почтовый индекс — 7020. Телефонный код — 0789.
Покровительницами коммуны почитаются святые Виктория и Анатолия, празднование в первое воскресение мая.

## Примечание
1. ↑  Statistiche demografiche ISTAT. demo.istat.it. Дата обращения: 28 ноября 2019. Архивировано 24 июля 2019 года.